# アシンメトリ e.p.
「アシンメトリ e.p.」は、ねごとのEP。2016年11月9日にKi/oon Musicから発売された。

## 解説
- シングル『DESTINY』から1年5ヶ月ぶりのリリースとなる、EPとしては生産限定盤の『メルシールーe.p.』から5年5ヶ月ぶりとなる。また、『DESTINY』は"9thシングル"の呼称が使用されていたが、今作ではシングルのナンバリングがされていないため、『メルシールーe.p.』と同じ扱いとなる。
- 初回生産限定盤と通常盤の2形態での販売になっており、初回生産限定盤には、昨年デビュー5周年を記念して開催された「ねごと presents お口ポカーンフェス？！NEGOTO 5th Anniversary ～バク TO THE FUTURE～」のライブ&ドキュメンタリー映像を特別編集収録したDVD付きとなっている。
- 収録曲「アシンメトリ」は、2016年8月1日より「café & pancakes gram」のCMソングに、「holy night」は映画「マイナビ presents TOKYO CITY GIRL 2016」挿入歌＆関東/関西版エンディング主題歌として、それぞれ起用されている。
- 今作はこれまでのバンドサウンドとは打って変わり、エレクトロニック・ダンスミュージックの要素が強まっており、公式のコピーは「Cool & Danceable！ねごと史上、最高にエポックメイキングな作品！」とされている。

## 収録内容

### CD
初回生産限定盤・通常盤共通の内容。
1. アシンメトリ(5分00秒)
  - 作詞:蒼山幸子／作曲:沙田瑞紀、蒼山幸子／編曲:ねごと&中野雅之（BOOM BOOM SATELLITES）

サウンドプロデュース&レコーディング&ミックス:中野雅之（BOOM BOOM SATELLITES）
  - ボーカル&コーラス:蒼山幸子

ギター&プログラミング&コーラス:沙田瑞紀
ベース&シンセサイザー&コーラス:藤咲佑
ドラム&コーラス:澤村小夜子
  - ｢café & pancakes gram」CMソング
  - ミュージックビデオが制作されている。今作のミュージックビデオにはスマートフォン用バージョンが存在しており、2台のスマートフォンを並べ、YouTubeで公開されている「-Left-」バージョンと「-Right-」バージョンをそれぞれカウンターを0にした状態でスタンバイし、同時に再生ボタンを押すと2画面にわたって展開される映像世界が楽しめるものとなっている[6]。
  - 2016年9月29日にFM802「ROCK KIDS 802 -OCHIKEN Goes ON!!-」内にてラジオオンエアが初解禁された[7]。
  - 同曲のアレンジが異なるものをタイトル非公開で同年3月から開催の2マンツアーから披露しており[8]、タイトルとCMソングの起用が発表された後、音源アレンジをROCK IN JAPAN FESTIVAL 2016にて初披露した[9]。
2. holy night(3分56秒)
  - 作詞:沙田瑞紀、藤咲佑／作曲:沙田瑞紀／編曲:ねごと&益子樹（ROVO）

サウンドプロデュース&レコーディング&ミックス:益子樹（ROVO）
  - ボーカル&シンセサイザー&コーラス:蒼山幸子

ボーカル&ギター&プログラミング&コーラス:沙田瑞紀
ベース&コーラス:藤咲佑
ドラム&コーラス:澤村小夜子
  - 映画「マイナビ presents TOKYO CITY GIRL 2016」挿入歌＆関東/関西版エンディング主題歌として起用されており、今作には蒼山がカメオ出演している[10]。
  - 2016年12月3日にお台場シネマメディアージュにて行われた映画「TOKYO CITY GIRL2016」当日舞台挨拶にて、楽曲のライブ初披露を行った。
3. 天使か悪魔か(3分34秒)
  - 作詞:蒼山幸子／作曲:蒼山幸子、沙田瑞紀／編曲:ねごと
  - ボーカル:蒼山幸子

ギター&プログラミング&コーラス:沙田瑞紀
ベース&コーラス:藤咲佑
ドラム&コーラス:澤村小夜子
4. school out(5分06秒)
  - 作詞:沙田瑞紀／作曲:沙田瑞紀／編曲:ねごと
  - ボーカル:蒼山幸子

ギター&プログラミング&コーラス:沙田瑞紀
シンセサイザー&コーラス:藤咲佑
ドラム&コーラス:澤村小夜子

### DVD
初回生産限定盤のみ付属のDVDの内容。
- LIVE & DOCUMENTARY ～NEGOTO 5th Anniversary お口ポカーンフェス？！SPECIAL～

デビュー5周年を記念して開催された「ねごと presents お口ポカーンフェス？！NEGOTO 5th Anniversary ～バク TO THE FUTURE～」のライブとドキュメンタリー映像を特別編集し収録。
当日披露された、未発表曲を除くすべての楽曲のダイジェスト映像に、メンバーがステージやお互いについて語るインタビュー約59分に渡り収録されている。